# Revista del Instituto de Historia Antigua Oriental
RIHAO (Revista del Instituto de Historia Antigua Oriental) es una publicación periódica del Instituto de Historia Antigua Oriental Dr. Abraham Rosenvasser (Facultad de Filosofía y Letras, Universidad de Buenos Aires). La revista considera para publicación trabajos relacionados con la historia de las sociedades del Cercano Oriente Antiguo y del Mediterráneo Oriental desde el Paleolítico a la época romano-helenística inclusive. Otros trabajos con enfoques teóricos e interdisciplinarios, que guarden relación con estas problemáticas, también son considerados. RIHAO se publica con una frecuencia anual e incluye artículos y reseñas bibliográficas en español, inglés o francés.  
A partir del 2013, RIHAO tiene versión electrónica en línea dentro del portal de Revistas científicas de la Facultad de Filosofía y Letras de la Universidad de Buenos Aires. 